# Gustaaf Deloor
Gustaaf Deloor (De Klinge, 24 de junio de 1913 - Malinas, 28 de enero de 2002) fue un ciclista belga, profesional durante los años 30. Era hermano del también ciclista profesional Alfons Deloor.
Será recordado en el mundo ciclista por ser el primer ganador de la Vuelta a España. Fue también el primer corredor en ganar dos ediciones de esta carrera, lo que hizo de forma consecutiva en 1935 y 1936. En aquellas dos primeras ediciones, el líder vestía de naranja.
La edición de 1936 sigue siendo la edición con más tiempo en meta de la Vuelta ya que la carrera se corrió en 150: 07: 54. La carrera constaba de 22 etapas con una longitud total de 4.407 kilómetros. Gustaaf terminó primero y su hermano mayor Alfons terminó segundo en la general. La edición de 1950 es la única en la que se repitió este hecho, que dos hermanos ocuparan los dos primeros puestos de la clasificación al ganar en esta ocasión Emilio Rodríguez y quedando segundo su hermano Manuel Rodríguez.

## Biografía
Deloor fue profesional desde 1932 hasta 1939, cuando la Segunda Guerra Mundial provocó el final de su carrera. Deloor estaba sirviendo en el ejército de Bélgica en Fort Eben-Emael cerca de Maastricht , pero cuando el ejército alemán invadió la fortaleza el 10 de mayo de 1940, Deloor junto con unos 1200 belgas fueron hechos prisioneros. En Stalag II-B o el prisionero de guerra campamento II-B, Deloor fue capaz de trabajar en la cocina debido a un oficial alemán que estaba interesado en los deportes. Cuando Deloor volvió de la guerra, regresó a una casa saqueada y decidió empezar una nueva vida en los Estados Unidos de América en 1949. Después de diez años en Nueva York se trasladó a Los Ángeles. Él perdió a su primera esposa en 1966, pero se volvió a casar. En 1980, regresó a Bélgica.
Los triunfos más importantes de su carrera son las Vueltas a España 1935 y 1936, entre las cuales logró además siete triunfos de etapa.
Aparte de otros triunfos menores, logró también la victoria en la 6.ª etapa del Tour de Francia 1937.

## Palmarés
1934
- 1º Stekene
- 1º Premio de Heist-op-den-Berg (Flecha de Heist).

1935
- Vuelta a España, más 3 etapas
- 1 etapa en la París-Saint-Étienne
- 3º en el Scheldeprijs

1936
- Vuelta a España, más 3 etapas
- 1º en Poperinge
- 1º en el Critérium de Bâle
- 2º en el Vuelta a Suiza

1937
- 1 etapa del Tour de Francia
- 1º en el Critèrium de Mons
- 2º en la Lieja-Bastoña-Lieja

1939
- Gran Premio del 1 de Mayo
- 1º en Rijkervorsel
- 1º en St.Niklaas-Waas

## Resultados en las grandes vueltas
| Carrera         | Carrera         | 1932 | 1933 | 1934 | 1935  | 1936  | 1937 | 1938 | 1939 |
| --------------- | --------------- | ---- | ---- | ---- | ----- | ----- | ---- | ---- | ---- |
|                 | Giro de Italia  | —    | —    | —    | —     | —     | —    | —    | —    |
|                 | Tour de Francia | —    | —    | —    | —     | —     | 16.º | —    | —    |
|                 | Vuelta a España | X    | X    | X    | '1.º' | '1.º' | X    | X    | X    |
| Mundial en Ruta | Mundial en Ruta | —    | —    | —    | —     | Ab.   | —    | —    | X    |